# パンスターズ彗星 (P/2020 MK4)
パンスターズ彗星 (P/2020 MK4)とは、木星と土星の間に軌道を持つ活発なケンタウルス族に属する彗星（小惑星）の1つである。2020年6月24日、アメリカハワイ州に位置するハレアカラ天文台で行われているパンスターズ調査によって発見された。

## 概要
核の絶対等級の下限はHg=11.30±0.03等で、アルベドが0.1~0.04の範囲の場合、23~37 kmがサイズの上限とされている。そのカラーインデックスの値、（g' -r' ）=0.42±0.04および（r' -i' ）=0.17±0.04は、太陽のものと同様である。その表面の色は、この小天体をケンタウルス族の灰色のグループの最も極端なメンバーの中に配置される。2020 MK4は爆発した状態で発見され、2020年後半までに通常の明るさへ戻った。

## 軌道進化
ケンタウルス族に属する小天体は、巨大惑星との強い相互作用のために、短い動的寿命を持っている。2020 MK4は非常に混沌とした軌道進化をたどり、今後20万年の間に太陽系から離脱する可能性がある。広範な数値シミュレーションは、2020 MK4がシュワスマン・ワハマン第1彗星による比較的接近したフライバイを経験した可能性があることを示している。場合によっては、両方が一時的な木星衛星であった可能性がある。これらの出来事の間、2020 MK4は爆発的にシュワスマン・ワハマン第1彗星のコマを横切った可能性がある。